# Carapichea guianensis
Espèce
Synonymes
Selon Tropicos (25 mai 2024)
- Callicocca guianensis (Aubl.) J.F. Gmel.
- Carapichea aubletii DC.
- Carapichea galbaoensis (Steyerm.) O. Lachenaud & Delprete
- Cephaelis aubletii DC. ex Bremek.
- Cephaelis guianensis (Aubl.) Standl.
- Cephaelis guianensis (Aubl.) Bremek.
- Cephaelis involucrata Willd.
- Nettlera guianensis (Aubl.) Raf.
- Psychotria carapichea (Steyerm.) Delprete
- Psychotria galbaoensis Steyerm.
- Psychotria ligularis var. carapichea Steyerm.
- Tapogomea carapichea Poir.
- Uragoga guianensis (Aubl.) Pulle
- Uragoga involucrata (Willd.) Kuntze

Selon GBIF (25 mai 2024)
- Callicocca guianensis (Aubl.) J.F.Gmel.
- Carapichea aubletii DC.
- Carapichea galbaoensis (Steyerm.) O.Lachenaud & Delprete
- Cephaelis guianensis (Aubl.) Bremek., 1934
- Cephaelis guianensis (Aubl.) Standl.
- Cephaelis involucrata Willd.
- Nettlera guianensis (Aubl.) Raf.
- Psychotria carapichea (Steyerm.) Delprete
- Psychotria galbaoensis Steyerm.
- Psychotria ligularis var. carapichea Steyerm.
- Tapogomea carapichea Poir.
- Uragoga guianensis (Aubl.) Pulle
- Uragoga involucrata Kuntze

Carapichea guianensis est une espèce d'arbuste d'Amérique du sud, appartenant à la famille des Rubiaceae. Il s'agit de l'espèce type du genre Carapichea.

## Description
En 1953, Lemée en propose la description suivante de Carapichea guianensis :

« [Cephaelis] guianensis Brem. (Carapichea g. Aubl., Ce. Aubletii Dec., Psychotria involucrata Sw.). Sous-arbrisseau glabre à tiges cylindriques ; feuilles de 0,10-0,17 sur 0,02-0,08, elliptiques acuminées ou caudées à base atténuée en pétiole, herbacées, avec 6-7 paires de nervures, stipules oblongues à 2 lobes obtus, très velues à l'aisselle ; capitules à pédoncule 4-gône, involucrés par 2 paires de bractées blanches décussées à limbe de 0,02 sur 6 mm. lancéolé et partie concave de 6 mm. sur 8 ; fleurs blanches à calice très court, corolle de 8 mm. environ, en entonnoir glabre en dehors ; fruit subglobuleux 10-côtelé, graines sillonnées. - Herbier Lemée : Mathoury, feuilles d'un vert jaunâtre sur le sec. »

— Albert Lemée, 1953.

## Répartition
Carapichea guianensis est présent du Suriname au Brésil, en passant la Guyane.

## Écologie
La taxonomie de Carapichea guianensis a été étudiée,,.

## Protologue

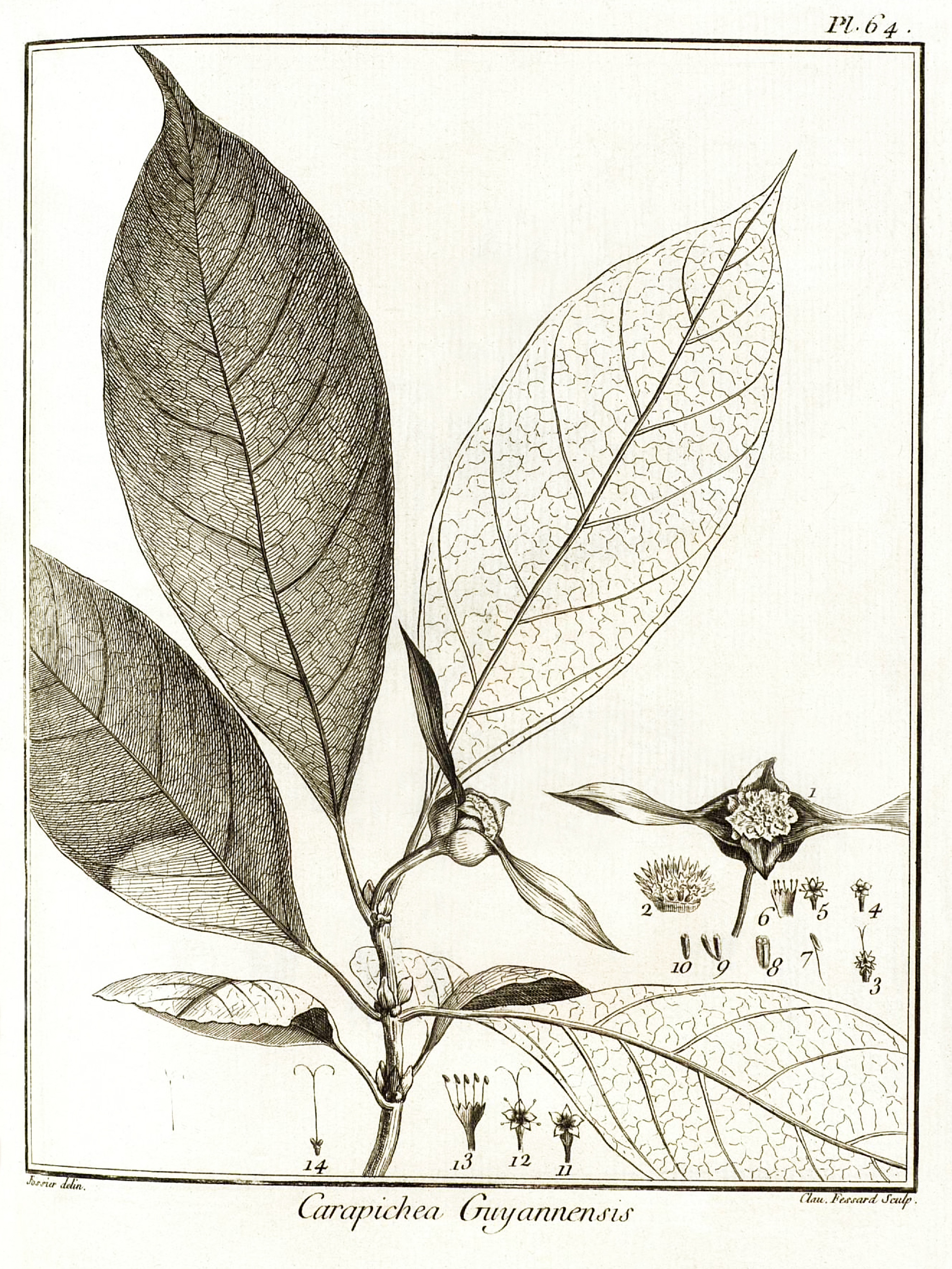
Tapogomea guianensis (= Carapichea guianensis) par Aublet (1775)
Le bout du rameau, & les fleurs ſont représentées de grandeur naturelle. On a un peu groſſi les fleurs ſéparées. - 1. Tête de fleur. - 2. Écailles qui ſéparent les fleurs. - 3. Ovaire. Calice. Style. Stigmates. - 4. Corolle. - 5. Corolle. Étamines. - 6. Corolle ouverte. Étamines. - 7. Étamine. - 8. Capſule. - 9. Deux ſemences. - 10. une ſemence. - Parties détaillées groſſies - 11. Corolle. - 12. Corolle. Étamines. Style. Stigmate. - 13. Corolle ouverte. Étamines. - 14. Ovaire. Diſque. Style. Stigmates.

En 1775, le botaniste Aublet en a proposé le protologue suivant : 

« CARAPICHEA Guianenſis. (TABULA 64.)
Frutex, quinque & ſex-pedalis, ramoſus ; ramulis nodoſis ; folia oppoſita, ovata, acuta, glabra, integerrima, petiolata. Stipulæ binæ, oppofitæ, acutæ, ad baſim biglanduloſæ ; utrinquè una ad baſim petiolorum. Corolla alba.
Florebat, & fructum ferebat Maio.
Habitat in ſylvis ad ripam amnis Galibienſis.
Nomen Caribæum CARAPICHE.

LE CARAPICHE de la Guiane. (PLANCHE 64.)
La racine de cette plante eſt ligneuſe, rameuſe & fibreuſe. Elle pouſſe une tige cylindrique, noueuſe, branchue & rameuſe, qui s'élève à cinq ou ſix pieds. Les rameaux ſont garnis à chaque nœud de deux feuilles oppoſées, & diſpoſées en croix, dont les pédicules ſont unis par deux stipules oppoſées & intermédiaires, qui ont chacune à leur naiſſance deux petits corps glanduleux.
Les feuilles ſont liſſes, vertes, entières, ovales, terminées par une longue pointe. leur pédicule eſt long, convexe en deſſous, creuſé en goutiere en deſſus.
Les fleurs naiſſent à l'extrémité des rameaux. Elles ſont ramaſſées en forme de tête, portées ſur un long pédoncule courbe à ſa naiſſance.
La tête des fleurs eſt enveloppée par quatre écailles oppoſées, dont deux extérieures ſe prolongent en un feuillet aigu, long d'un pouce ſur cinq lignes de largeur. Les deux internes ſont terminées par une pointe recourbée. Les fleurs ſont ſéparées les unes des autres par plusieurs écailles.
Le calice de la fleur eſt d'une ſeule pièce, & diviſé en ſon limbe en cinq petites parties aiguës.
La corolle eſt blanche, monopétale, attachée ſur l'ovaire autour d'un diſque. Son tube eſt long, renflé vers ſon pavillon, qui ſe partage en cinq lobes aigus.
Les étamines ſont au nombre de cinq, placées ſur la paroi interne & ſupérieure du tube au deſſous de ſes divisions. Leur filet eſt long. L'anthère eſt ovale, jaune, & à deux bourſes.
Le piſtil eſt un ovaire qui fait corps avec le calice. Il eſt couronné d'un diſque, du centre duquel fort un style qui ſe partage en deux branches terminées par un stigmate obtus.
L'ovaire devient une capsule anguleuſe. Celle-ci s'ouvre en deux valves qui couvrent chacune une semence.
[...]
Cette plante eſt nommée CARAPICHE par les Garipons.
Elle croît dans les grandes forêts qui aboutiſſent à la crique des Galibis. Elle étoit en fleur & en fruit dans le mois de Mai. »

— Fusée-Aublet, 1775.